# Aeolosaurini
Aeolosaurini („éolosaurini“) je skupina sauropodních dinosaurů patrně z čeledi Saltasauridae, žijících v období pozdní křídy (geologický věk turon až maastricht, před 94 až 66 miliony let) na území dnešní Jižní Ameriky (Brazílie a Argentina) a východní Afriky (Tanzanie).

## Objev a popis

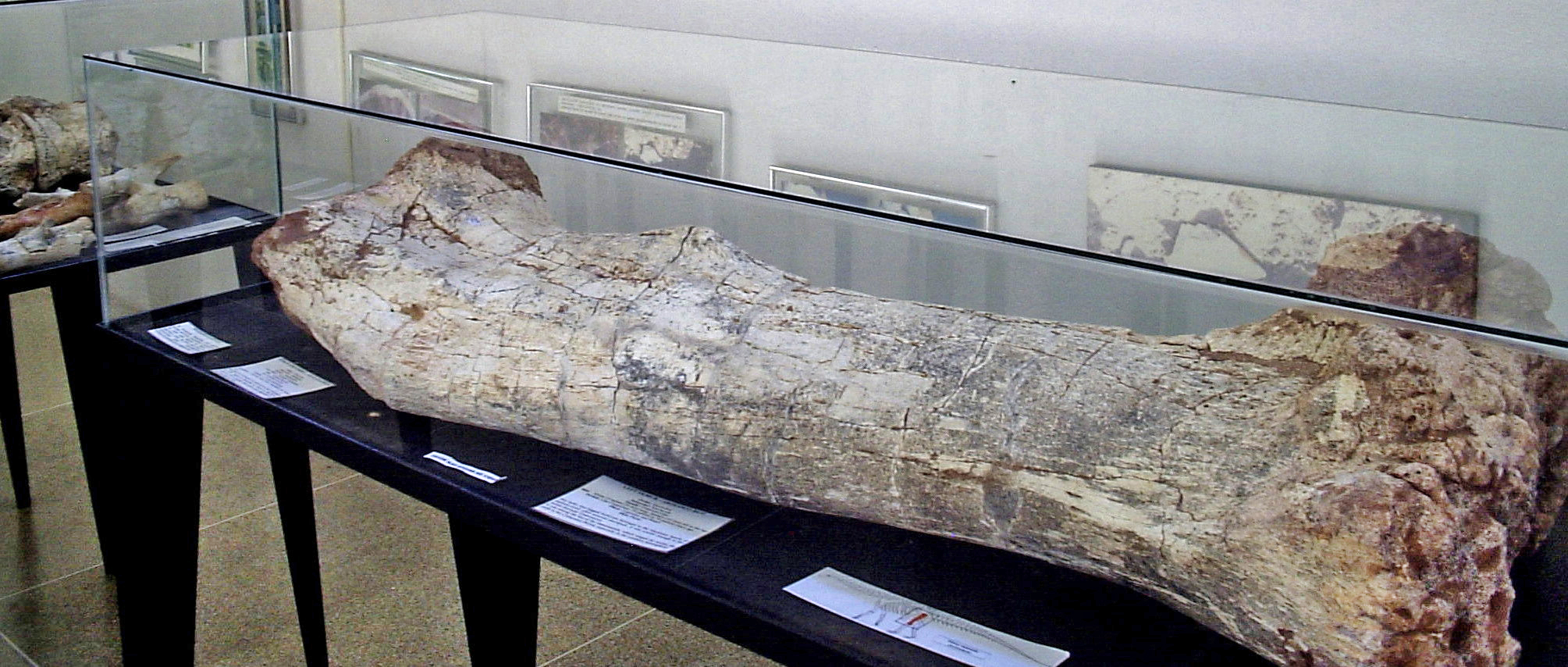
Fosilie stehenní kosti rodu Aeolosaurus.

Taxon Aeolosaurini byl formálně stanoven v roce 2004 na základě identifikace společných unikátních anatomických znaků, rozeznaných především na obratlích těchto sauropodních dinosaurů. Obvykle se jednalo spíše o menší zástupce sauropodů, pouze některé druhy (např. Arrudatitan maximus) byly spíše středně velkými titanosaury s délkou kolem 15 metrů a hmotností nad 10 tun.

## Zástupci
- †Aeolosaurus
- †Arrudatitan
- †Bravasaurus
- †Caieiria
- †Gondwanatitan
- †Overosaurus
- †Maxakalisaurus
- †Panamericansaurus
- †Punatitan
- †Shingopana